# Niedergasse 53 (Stolberg)

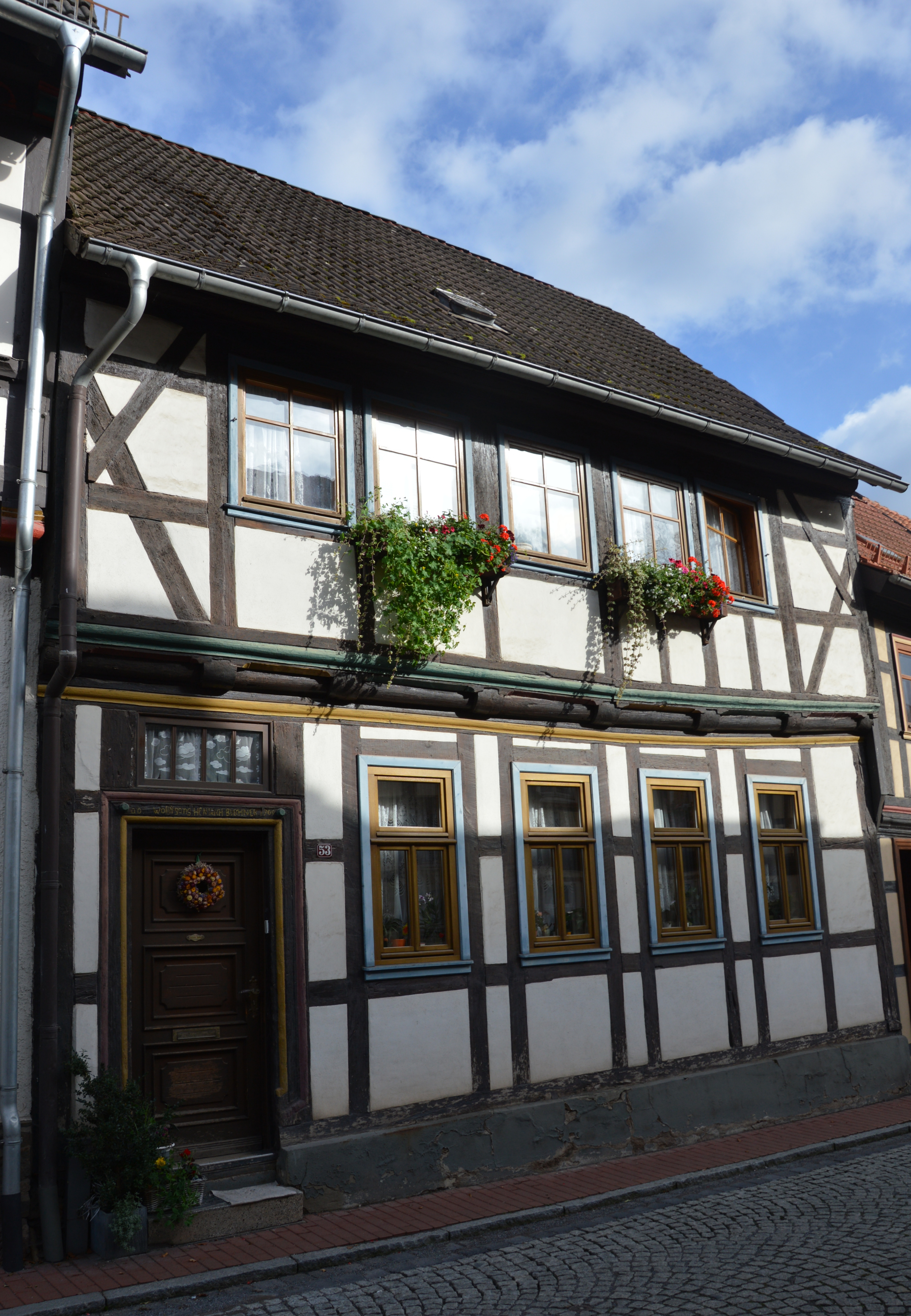
Haus Niedergasse 53

Das Haus Niedergasse 53 ist ein denkmalgeschütztes Wohnhaus in Stolberg (Harz) in der Gemeinde Südharz in Sachsen-Anhalt.

## Lage
Es befindet sich im mittleren Teil der Niedergasse auf ihrer östlichen Seite in der Altstadt von Stolberg. Unmittelbar nördlich grenzt das gleichfalls denkmalgeschützte Haus des Friwi-Werks, südlich das Haus Niedergasse 55 an.

## Architektur und Geschichte
Das zweigeschossige, für die Region typische Fachwerkhaus entstand nach einer Datierung im Jahr 1709 und ist für das Straßenbild prägend. An seiner Fachwerkfassade finden sich die Fachwerkelemente des Halben Manns. Die Stockschwelle ist profiliert und etwas durchgebogen. Der südliche Giebel des Hauses ist mit Brettern verkleidet. Die an der linken Gebäudekante angeordnete Hauseingangstür wurde im 19. Jahrhundert verändert.
Im örtlichen Denkmalverzeichnis ist das Wohnhaus seit dem 30. August 2000 unter der Erfassungsnummer 094 30263 als Baudenkmal verzeichnet. Der Wohnhaus gilt als kulturell-künstlerisch sowie städtebaulich bedeutsam.